# Sesfontein
Sesfontein es un distrito electoral en la región de Kunene en Namibia. Su población es de 7.358 habitantes. Se encuentra en un valle cerca del río Hoanib, al sur de Kaokolandia. Es el emplazamiento de la Fortaleza Sesfontein. 
El nombre "sesfontein" significa "seis fuentes".
Sesfontein está conectada por caminos de tierra con Khorixas y Kamanjab.

## Historia
El primer asentamiento fue fundado en Sesfontein por la colonia alemana, que en 1896 ordenó la construcción de una fortaleza en un punto estratégico para evitar el contrabando en el valle. El fuerte fue abandonado en 1914. Sus ruinas se convirtieron en una atracción turística y en un Monumento Nacional.

## Otros distritos electorales
- Epupa
- Opuwo
- Outjo
- Kamanjab
- Khorixas